# Zborul 38 al British Airways
Zborul 38 al British Airways a fost un zbor internațional programat de pasageri de la Aeroportul Internațional Beijing din Beijing , China, la Aeroportul Londra Heathrow din Londra , Regatul Unit, o călătorie de 8.100 de kilometri (4.400 nmi; 5.000 de mile). La 17 ianuarie 2008, aeronava Boeing 777-200ER care opera zborul s-a prăbușit chiar lângă pistă în timp ce ateriza la Heathrow.  Nu au avut loc decese; din cele 152 de persoane aflate la bord, 47 au suferit răni, dintre care una gravă. A fost pentru prima dată când un Boeing 777 a fost dat la fier vechi.  

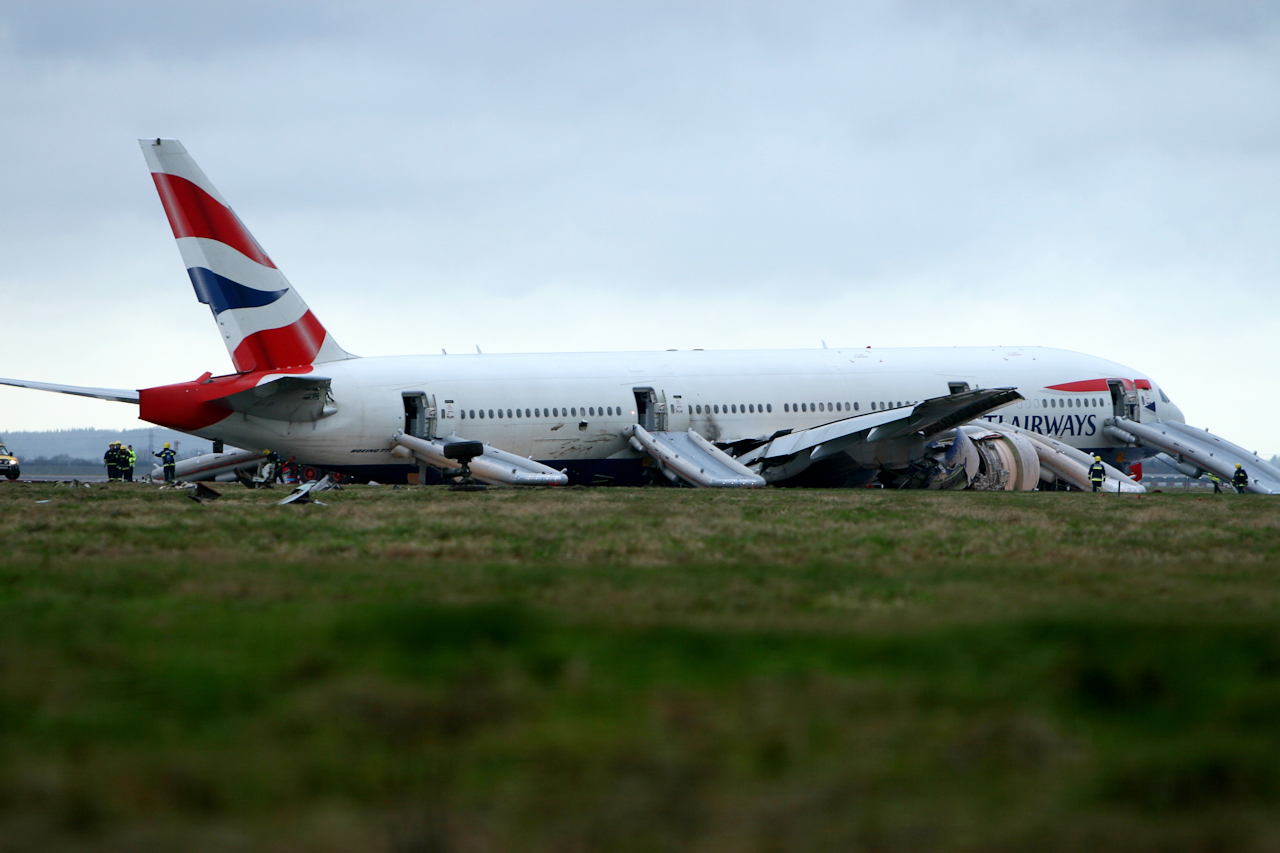
G-YMMM după prăbușire la Aeroportul Heathrow Londra.

Accidentul a fost investigat de Direcția de Investigare a Accidentelor Aeriene (AAIB) și un raport final a fost emis în 2010. Cristalele de gheață din combustibilul pentru avioane au fost învinuite drept cauza accidentului, înfundarea schimbătorului de căldură combustibil/ulei (FOHE) al fiecărui motor. . Acest lucru a limitat debitul de combustibil către motoare atunci când a fost solicitată forța în timpul apropierii finale de Heathrow.  AAIB a identificat această problemă rară ca fiind specifică FOHE cu motor Rolls-Royce Trent 800 . Rolls-Royce a dezvoltat o modificare a FOHE; Agenția Europeană pentru Siguranța Aviației (EASA) a mandatat ca toate aeronavele afectate să fie echipate cu modificarea înainte de 1 ianuarie 2011.  Administrația Federală a Aviației din SUA a remarcat un incident similar care a avut loc pe un Airbus A330 echipat cu Rolls-Royce Trent 700. motoare și a ordonat emiterea unei directive de navigabilitate , care impune reproiectarea FOHE la motoarele Rolls-Royce Trent 500, 700 și 800.

## Aeronava

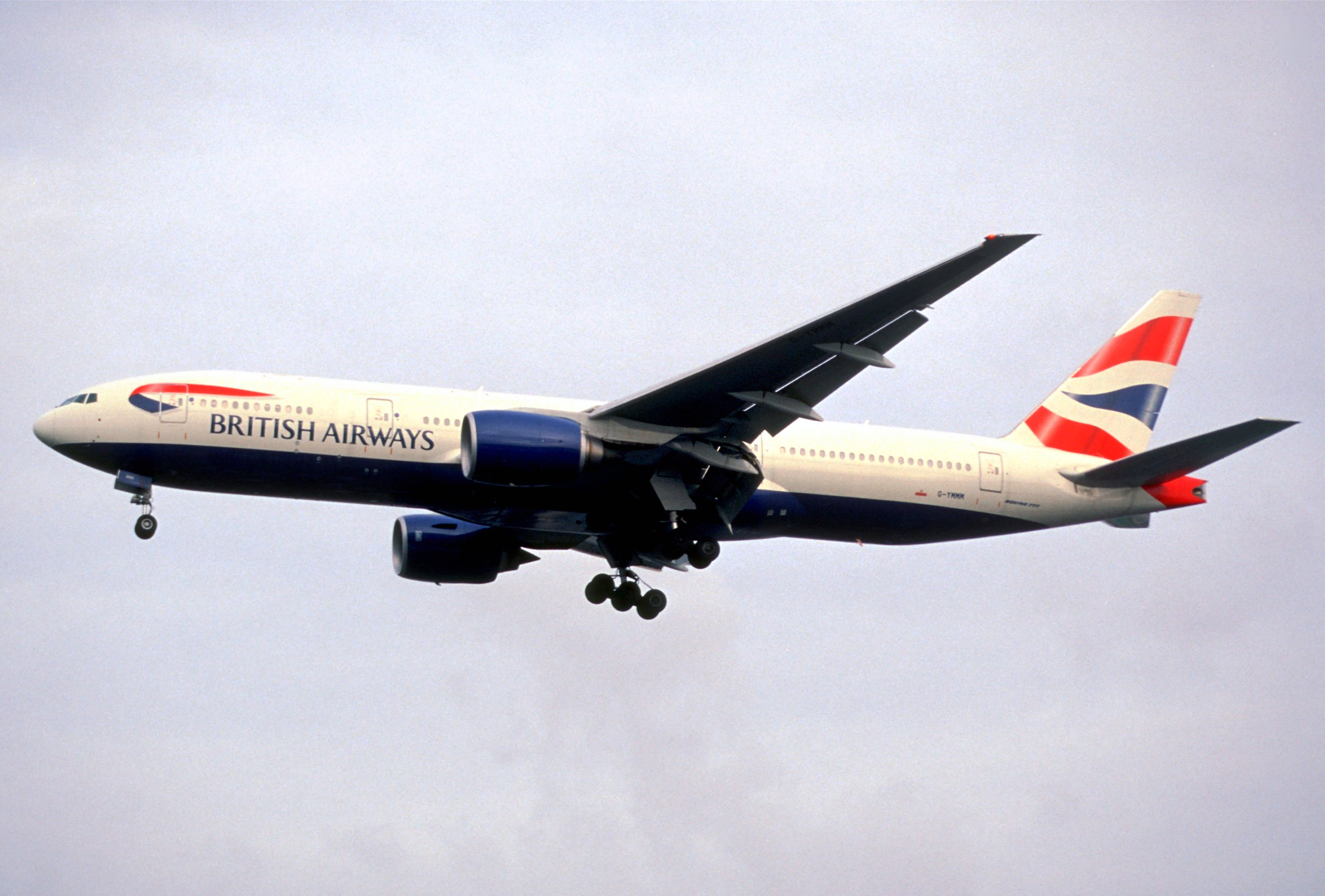
Avionul implicat, fotografiat în 2003

Aeronava implicată în accident a fost un Boeing 777-236ER , înmatriculat G-YMMM (număr de serie al producătorului 30314, numărul liniei 342), propulsat de două motoare Rolls-Royce Trent 895-17 .  Avionul a zburat pentru prima dată pe 18 mai 2001 și a fost livrat la British Airways pe 31 mai 2001.  Avea o capacitate de 233 de pasageri.  La bord se aflau 16 membri ai echipajului și 136 de pasageri. Echipajul era alcătuit din căpitanul Peter Burkill (43 de ani), primul ofițer senior John Coward (41 de ani), primul ofițer Conor Magenis (35 de ani) și 13 membri ai echipajului de cabină. Căpitanul a avut un total de 12.700 de ore de zbor, din care 8.450 în aeronave Boeing 777. Primul ofițer superior a avut un total de 9.000 de ore de zbor, dintre care 7.000 în aeronave Boeing 777. Primul ofițer a avut un total de 5.000 de ore de zbor, din care 1.120 în aeronave Boeing 777. 

## Accidentul
Primele simptome ale restricției debitului de combustibil au fost observate de echipajul de zbor la o altitudine de 720 de picioare (220 m) și la 2 mile (3,2 km) de la atingere, când motoarele nu au reușit să răspundă în mod repetat la o cerere de forță sporită din partea autoaccelerare . În încercarea de a menține panta de alunecare a sistemului de aterizare instrumentală , pilotul automat a sacrificat viteza, care sa redus la 108 noduri (200 km/h; 124 mph) la 200 de picioare (61 m).  Pilotul automat sa deconectat la 150 de picioare (46 m), în timp ce primul ofițer a preluat controlul manual.  Între timp, căpitanul a redus setarea flapelor de la 30 la 25° pentru a reduce rezistența aeronavă și a întinde planarea. 

La 12:42, avionul a trecut chiar deasupra străzii rezidențiale Myrtle Avenue ,  apoi imediat după ce a survolat traficul pe A30 și pe drumul perimetrului sudic al aeroportului și a aterizat pe iarbă la aproximativ 270 de metri (890 ft) de pista 27L. .  Căpitanul a declarat stare de urgență controlului traficului aerian cu câteva secunde înainte de aterizare. Decizia de ridicare a flapsurilor a permis avionului să planeze dincolo de farul ILS în perimetrul aeroportului, evitând astfel pagube mai substanțiale. 

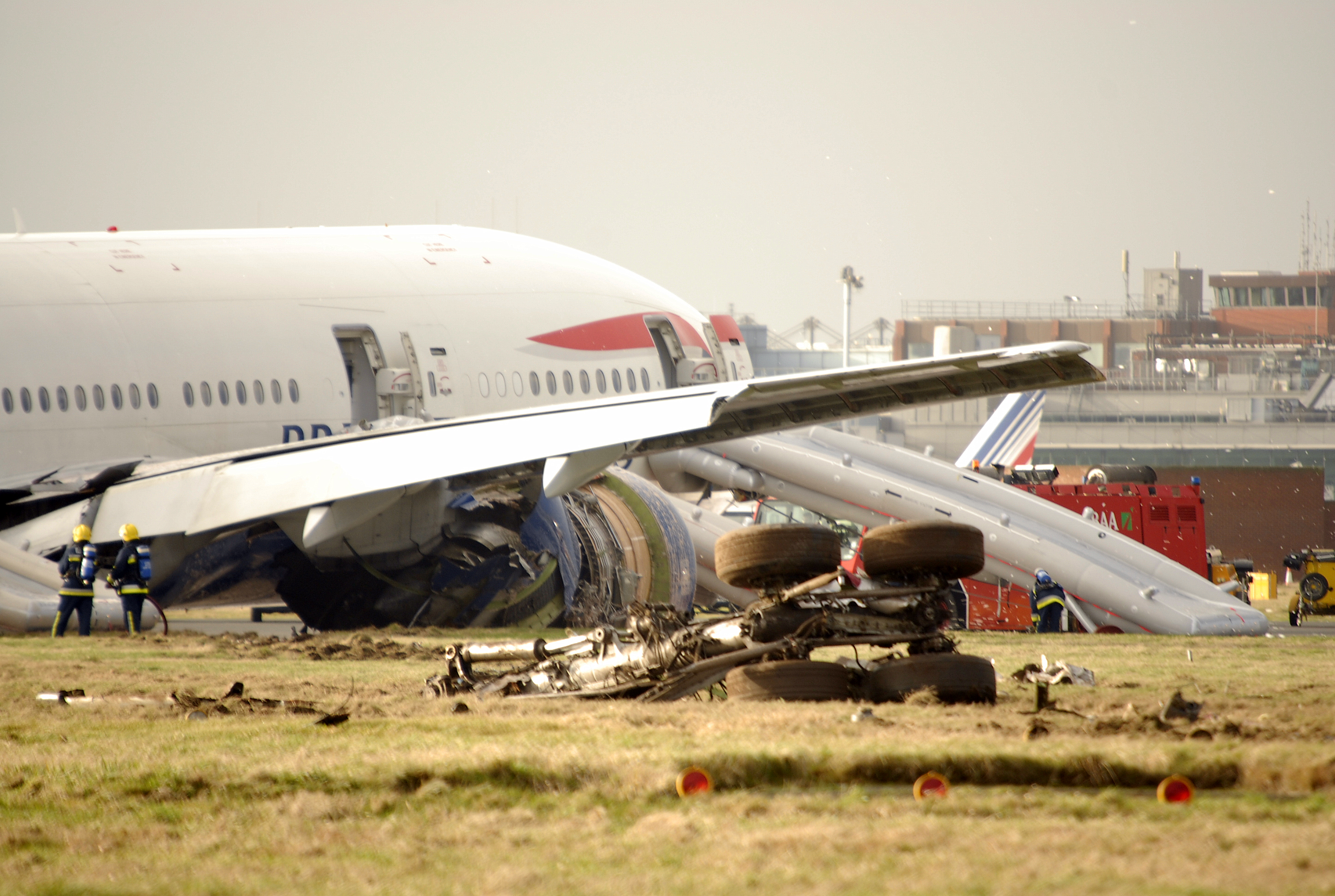

În timpul impactului și alunecării scurte peste sol trenul de aterizare a fost distrus, provocând o scurgere majoră de combustibil și eliberarea de oxigen gazos din compartimentele adiacente.  Trenul principal de aterizare din dreapta a pătruns, de asemenea, în spațiul cabinei, provocând singura vătămare gravă în acest accident unui pasager pe scaunul 30K. Treapta principală din stânga a fost împinsă în sus prin aripă, așa cum a fost proiectată să facă în caz de defecțiune din cauza sarcinii verticale excesive. Aeronava s-a oprit pe marcajele de prag de la începutul pistei. S-au scurs 6.750 kg (14.880 lb) de combustibil, dar nu a început niciun incendiu.  Un pasager a suferit răni grave ( comoție și un picior rupt), iar patru membri ai echipajului și opt pasageri au suferit răni ușoare. 